# La Revolución
La Revolución é o sétimo álbum de estúdio e o nono no total, álbum de reggaeton porto-riquenho, dos cantores Wisin y Yandel. Ele foi lançado em 26 de Maio de 2009, assistenciado pelas gravadoras Machete Music e WY Records. O álbum contém participações especiais de 50 Cent, Ivy Queen, Yaviah, Ednita Nazario e Yomo.

## Lista de faixas
| #  | Música                                                | Créditos da produção          | Tempo |
| -- | ----------------------------------------------------- | ----------------------------- | ----- |
| 01 | "La Revolución"                                       | Nesty & Victor                | 4:10  |
| 02 | "Quítame el Dolor"                                    | Nesty, Victor & Marioso       | 3:20  |
| 03 | "Encendio"                                            | Nesty, Victor & Marioso       | 3:45  |
| 04 | "Mujeres in the Club" (feat. 50 Cent)                 | Nesty, Victor & Marioso       | 4:00  |
| 05 | "I'm A Believer"                                      | Tainy, Victor & Marioso       | 2:42  |
| 06 | "Emociones"                                           | Nesty, Victor & Marioso       | 4:06  |
| 07 | "Gracias a Tí"                                        | Nesty, Victor & Gómez         | 3:52  |
| 08 | "Perfecto" (feat. Ivy Queen & Yaviah)                 | Nesty, Victor & Marioso       | 4:22  |
| 09 | "Abusadora"                                           | Tainy & Victor                | 2:57  |
| 10 | "Ella Me Llama"                                       | Nesty & Victor                | 4:15  |
| 11 | "Yo Lo Se"                                            | Nesty, Victor & Marioso       | 3:45  |
| 12 | "¿Cómo Quieres Que Te Olvide?" (feat. Ednita Nazario) | Nesty, Victor & Gómez         | 4:32  |
| 13 | "Tú Vives En Mí"                                      | Tainy, Victor & Marioso       | 3:34  |
| 14 | "Besos Mojados"                                       | Luny Tunes & Victor           | 4:22  |
| 15 | "Descará (Remix)" (feat. Yomo)                        | Nesty, Victor, DJ Memo & Haze | 5:14  |

### Faixas-bônus
| #  | Música                                                                       | Créditos de produção    | Tempo |
| -- | ---------------------------------------------------------------------------- | ----------------------- | ----- |
| 16 | "Me Estás Tentando" (Deluxe Edition bonus track)                             | Nesty, Victor & Marioso | 3:50  |
| 17 | "I'm A Believer" (the scene of Shrek el Musical)                             | Nesty & Victor          | 2:42  |
| 18 | "Lloro Por Tí (Remix)" (feat. Enrique Iglesias) (Deluxe Edition bonus track) | Victor, Nesty & Gómez   | 4:35  |
| 19 | "Tiene Que Pasar" (iTunes bonus track)                                       | Tainy & Victor          | 4:07  |

## Paradas musicais
| Chart (2009)                    | Melhor posição |
| ------------------------------- | -------------- |
| México AMPROFON Albums Chart    | 1              |
| U.S. Billboard Top Latin Albums | 1              |
| U.S. Billboard 200              | 7              |
| U.S. Billboard Top Rap Albums   | 3              |